# 川上和久
川上 和久（かわかみ かずひさ、1957年12月8日 - ）は、日本の政治心理学者、コミュニケーション学者。麗澤大学教授。
専攻は政治心理学、広告と社会心理、戦略コミュニケーション論。
一般財団法人青少年国際交流推進センター理事、公益社団法人日本広報協会理事。

## 来歴
1986年東海大学文学部専任講師。1991年同助教授、1992年明治学院大学法学部助教授、1997年 - 2016年同教授、2003 - 2008年法学部長、2008 - 2012年副学長。
2016年 - 2020年国際医療福祉大学教授。2020年 - 麗澤大学教授。
1997年『メディアの進化と権力』で大川出版賞受賞。2019年7月、吉本興業が設置した「経営アドバイザリー委員会」の座長を務める。

## 著書
- 『情報操作のトリック その歴史と方法』講談社現代新書 1994
- 『メディアの進化と権力』NTT出版 1997
- 『イラク戦争と情報操作』宝島社新書 2004
- 『北朝鮮報道 情報操作を見抜く』光文社新書 2004
- 『2大政党制は何をもたらすか 日本大変革への道』ソフトバンク新書 2006
- 『数字で読む日本』扶桑社新書 2009
- 『「橋下維新」は3年で終わる 民衆に「消費」される政治家たち』宝島社新書 2012
- 『「反日プロパガンダ」の読み解き方 歪められた歴史認識を正すために』PHP研究所 2013
- 『昭和天皇玉音放送』あさ書房 2015
- 『18歳選挙権ガイドブック』講談社 2016

### 共著
- 『情報イノベーター 共創社会のリーダーたち』電通メディア社会プロジェクト共著 講談社現代新書 1999
- 『21世紀を読み解く政治学』丸山直起、平野浩共編著 日本経済評論社 2000
- 『新しいみんなの公民』共著 育鵬社 2011